# Jacinto Convit
Jacinto Convit García (né le 11 septembre 1913 – mort le 12 mai 2014 à Caracas) est un scientifique et médecin vénézuélien. Il est connu pour avoir tenté de développer un vaccin contre la lèpre ainsi que pour ses recherches sur le traitement de différentes maladies tropicales et de différents types de cancers.
Il a joué un rôle significatif lors de la fondation de l'Institut national de biomédecine du Venezuela.

## Biographie
Jacinto Convit naît le 11 septembre 1913 à La Pastora, dans la municipalité de Libertador (District capitale). Il est le fils de Francisco Convit, un Espagnol avec des racines catalanes. Sa mère est Flora García Marrero, une vénézuélienne possédant des racines canariennes (en).
Convit fréquente le lycée Andrés Bello. Il étudie la philosophie et les mathématiques sous la direction de Rómulo Gallegos. Touché par le sort des victimes de la lèpre, il décide, en 1932, de poursuivre des études à l'école de médecine à l'université centrale du Venezuela. Il obtient son diplôme en 1938.
Convit devient professeur en 1940. Il est nommé à la tête de la clinique dermatologique en 1950.
En 1965, son travail est souligné par le American Board of Dermatology (en). À la même époque, il travaille au Ministère de la santé et du bien-être social du Venezuela. Il joue un rôle clé dans la création, en 1972, de l'Institut national de dermatologie, renommé plus tard l'Institut national de biomédecine.
En 1968, Convit est élu président de l'International Leprosy Association (ILA). Il sera réélu en 1973.
En 1971, Convit est nommé directeur du Co-operative Centre for the Study and Histological Classification of Leprosy.
En 1976, il est élu directeur du Pan American Research and Training in Leprosy and Tropical Diseases. Il devient également président du International Journal of Leprosy.
En 1987, Convit ajoute des Mycobacterium leprae mortes au vaccin BCG. Testé à l'échelle mondiale, le nouveau vaccin ne s'avère pas plus efficace que le BCG ordinaire.
En 1988, pour ses différents travaux concernant la lèpre et les maladies tropicales, le gouvernement vénézuélien désigne Convit comme candidat pour le prix Nobel,.
Convit meurt le 12 mai 2014[réf. souhaitée].

## Prix et distinctions
- Chevalier de la Légion d'honneur (France)[2]
- Prix Prince des Asturies (Espagne)[2]
- 1988 : en nomination pour le prix Nobel[2]
- Prix de science et technologie du Mexique en 1990.